# T.S.O.L.
T.S.O.L. (True Sounds of Liberty) é uma banda de punk rock dos Estados Unidos, formada em 1978 na cidade de Long Beach, Califórnia.

## Histórico
O T.S.O.L. foi formado por membros das bandas Johnny Koathanger and the Abortions e SS Cult. Com Jack Grisham (também creditado como Jack Greggors, Alex Morgan, Jack Ladoga, Jim Woo e James DeLauge) nos vocais, Ron Emory na guitarra, Mike Roche no baixo e o baterista Todd Barnes, a banda fez seu primeiro lançamento em 1979, um EP homônimo severamente politizado contendo 5 músicas.
Em 1980, gravaram o disco Dance With Me, algum tempo depois assinaram um contrato com a gravadora de Jello Biafra, Alternative Tentacles, pela qual lançaram o EP Weathered Statues e o disco Beneath the Shadows, que apresentava pela primeira vez o tecladista Greg Kuehn.
Por conflitos pessoais, Jack Grisham e Todd Barnes saíram da banda e foram substituídos respectivamente por Joe Wood (cunhado de Grisham) e Mitch Dean. Essa nova formação lançou o álbum Change Today? em 1984 pela Enigma Records, seguindo a direção pós-punk terminando essa era com o disco Revenge de 1986, que possuía uma direção mais polida mas mantinha algumas faixas na linha hardcore.

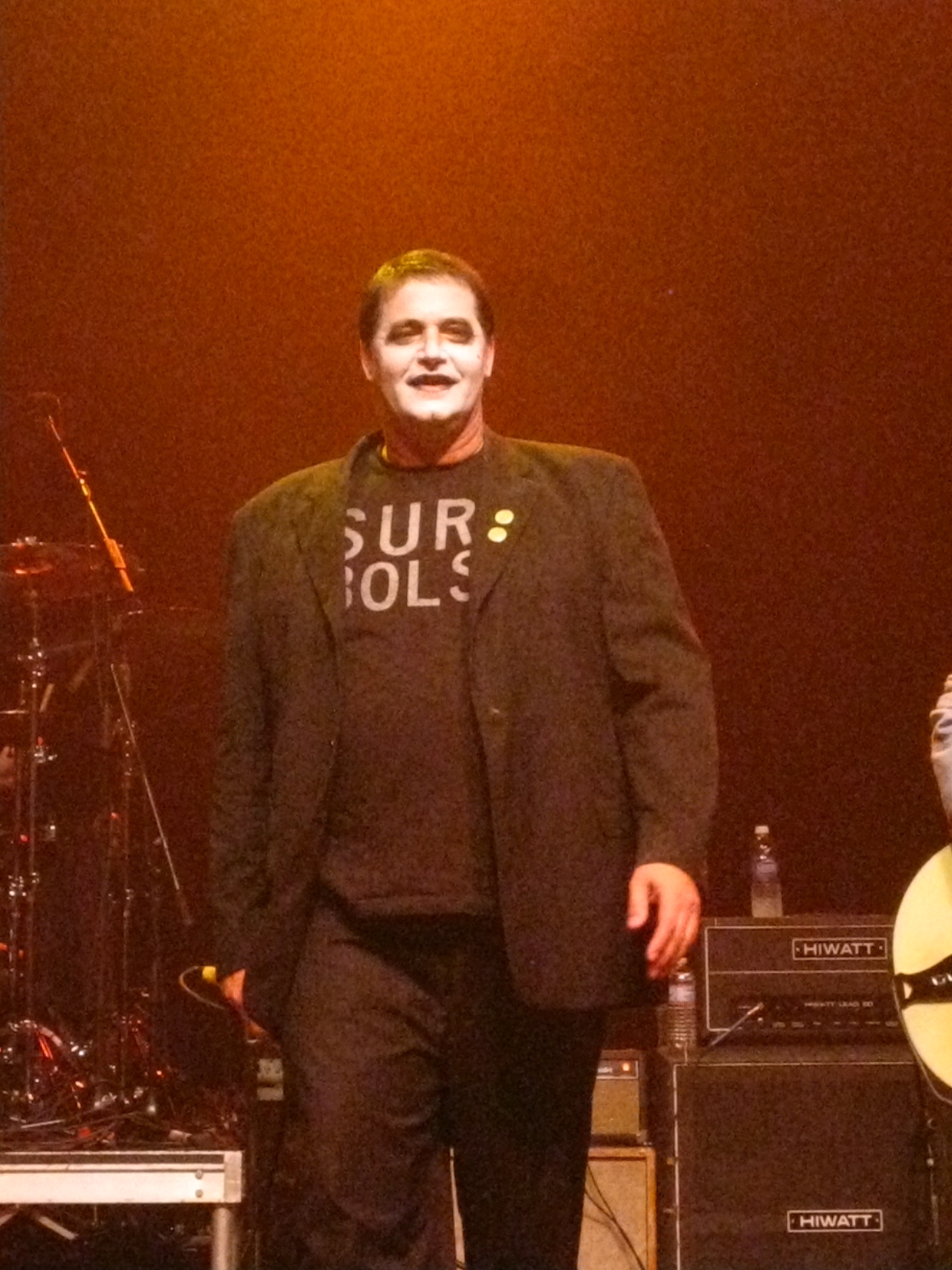

Os membros da banda ficaram amigos do Guns N' Roses e gravaram o disco Hit and Run com um estilo semelhante.
O guitarrista Ron Emory saiu da banda em 1988, na pré-produção do futuro disco, deixando Mike Roche como único membro da formação original. Foi brevemente substituído pelo guitarrista Scotty Phillips, que não chegou a participar das gravações que precederam Hit and Run. Em seguida o guitarrista Marshall Rohner também conhecido por seu trabalho como ator foi contratado pela banda.

### Desmantelamento da banda
Em 1990 a banda gravou um disco de blues-metal intitulado Strange Love. Mike Roche saiu da banda logo após o lançamento do disco, ficando dessa maneira nenhum membro original. A coletânea Hell and Back Together 1984–1990 foi lançada em 1992 com ênfase na época de influência metal. Murphy Karges (Sugar Ray), por um breve período substituiu Mike Roche, assim como Josh Also.
Essa formação dos anos 1980 ficou popular o bastante para fazer uma turnê sul americana passando pelo Brasil e Argentina, onde Grisham não tinha direitos legais para impedir Joe Wood de agendar shows como T.S.O.L. A partir de 1996, Wood se juntou ao baixista Dave Mello, guitarristas (incluindo Mike Martt e Drac Conley) e bateristas (Steve "Sully" O’Sullivan e Mitch Dean) e continuou se apresentando como T.S.O.L. Também produziu material com as bandas Joe Wood and the Lonely Ones e Cisco Poison.

### Retorno da formação original
Enquanto Joe Wood juntava amigos para se apresentar como T.S.O.L. os membros originais voltaram a tocar o material antigo da banda também usando o nome T.S.O.L. Chegaram a tocar nas mesmas cidades e nas mesmas noites como "o outro T.S.O.L.", os membros originais foram processados, durante essa época lançaram um disco sob o nome "Grisham, Roche, Emory and Barnes" mas breve se separaram por problemas com drogas. Também fizeram alguns shows como LOST (T.S.O.L. inverso).
Em 1999, os membros originais da banda foram à justiça contra Joe Wood e ganharam. Participaram da Vans Warped Tour tocando pela primeira vez em vários anos com o nome T.S.O.L.
Todd Barnes faleceu em 6 de dezembro de 1999 aos 34 anos vítima de um aneurisma no cérebro. A banda então recrutou o baterista Jay O'Brien e lançou o single  Anticop seguido pelos álbuns Disappear e Divided We Stand pela Nitro Records, tendo esse último contado com o retorno do tecladista Greg Kuehn. Em setembro de 2007 a gravadora Cider City Records lançou o álbum ao vivo Live From Long Beach, gravado em novembro de 2006 no fim de semana de "despedidas" da banda.
Essa renúncia durou pouco, no final de 2007 a banda se juntou para alguns shows,  tendo ainda participado do festival beneficente "Fuck the Whales, Save a Chckn" em fevereiro 2008, feito para ajudar o guitarrista Craig "Chckn" Jewett (D.I.) a pagar seu tratamento de câncer.
Em dezembro de 2008 com a cooperação da Hurley International a banda se juntou para gravar o disco Life, Liberty & the Pursuit of Free Downloads, que como o título sugere, foi disponibilizado para download gratuito no site da Hurley em janeiro de 2009.
Em junho de 2013 a banda com a formação original fez sua primeira turnê pela América do Sul se apresentando inclusive no Brasil.

## Discografia

### Álbuns de estúdio
- Dance With Me - (1981)
- Beneath The Shadows - (1982)
- Change Today? - (1984)
- Revenge - (1986)
- Hit and Run - (1987)
- Strange Love - (1990)
- Disappear - (2001)
- Divided We Stand - (2003)
- Who's Screwin' Who? - (2005)
- Life, Liberty And The Pursuit Of Free Downloads - (2009)
- The Trigger Complex (2017)

↑ I Who's Screwin' Who? foi lançado pela Cleopatra Records em 2008 como F#*k You Tough Guy: The Collection e em 2011 como Code Blue.

### EPs
- T.S.O.L. EP - (1981)
- Weathered Statues - (1982)

### Álbuns ao vivo
- Live 91 - (1991)
- Live From Long Beach - (2007)

### Singles
- "Colors" - (1986)
- "Man & Machine / Peace Through Power" - (1990)
- "Anticop" - (2001)

### Coletâneas
- Thoughts of Yesterday 1981-1982 - (1988)
- Weathered Statues - (1997)

### Outros lançamentos
- Demo de 1980 - (1980)  [6]

## Videografia
- Live In Hawaii (DVD) - (2004)
- Live In OC (DVD) - (2001)